# Escriptura mixteca

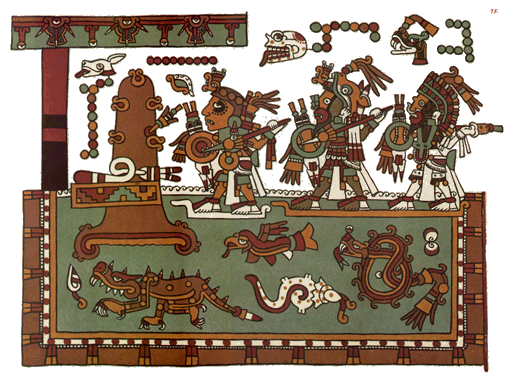
Un exemple de les representacions pictogràfiques mixteques. A la imatge, la làmina 75 del Còdex Tonindeye. En aquesta làmina es narra la campanya militar de Vuit Cérvol contra l'illa Lloc del braguer. La campanya va durar tres dies (10 serp, 11 mort i 12 cérvol) i hi van participar els dos grans aliats del senyor de Tilantongo: Nou Aigua i Quatre Jaguar. L'illa Lloc del braguer es localitza a la riba del món conegut, a la Regió del Color Negre i Roig-on la Serp Emplumada va desaparèixer després de fugir de Tollan (Hermann Lejarazu, 2006: 82-83).

Escriptura mixteca  és un sistema d'escriptura logogràfica-pictogràfica emprada pel poble mixteca abans de l'arribada dels espanyols, si més no des del segle xiii de l'era cristiana. Aquest sistema d'escriptura consisteix bàsicament d'un conjunt de signes, símbols i representacions pictòriques figuratives que funcionaven com a claus de relats que havien de ser reconstruïts pels iniciats en les regles del sistema., acostant-se així a la concepció del còmic modern, tot i que no té vinyeta. Cada element representat en els textos prehispànics dels mixteques podia representar des d'un concepte fins a una idea completa. Cada imatge plasmada en els còdexs mixteques ha de ser interpretada amb nombroses frases en el llenguatge oral i també era susceptible de ser interpretada de maneres diferents.

## Característiques

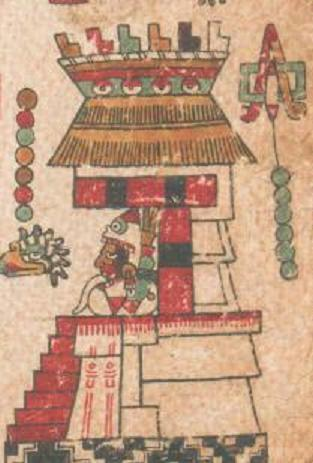
En aquesta imatge, la inicial del Còdex Tonindeye, es representa el nom de la ciutat de Tilantongo. La greca esglaonada a la part inferior és el signe per referir-se al Nuu -el poble-, mateix que sol representar en colors. L'ús del color negre fa lusió al nom de Tilantongo. El temple sobre ell, amb el seu sostre d'ulls estel·lars (estrelles) també forma part del topònim: d'acord amb Alfons cas, el nom de Tilantongo en mixteca va ser Nuu Tnoo Huahi Andehui (Lloc negre, Temple del Cel). Els signes als costats del temple indiquen una data: dia 7 àguila, any 6 pedrenyal (1044 dC).

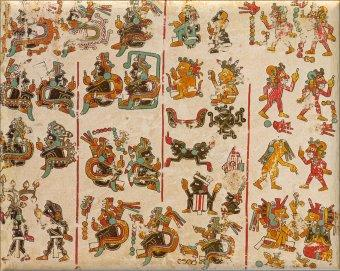
Làmina 51 del Còdex Vindobonensis. A l'inici de la pàgina (extrem inferior dret), apareixen els Senyors Un Cérvol, principi creador en la mitologia mixteca. Els següents personatges són els primers éssers engendrats per aquesta parella. Entre ells hi ha el Senyor Frijolón, el Senyor Frijolito, els Senyors Serp i als altres virjenes més. A aquests éssers els mixteca els anomenaven ñuhu.

L'escriptura mixteca es va emprar durant el postclàssic primerenc mesoamericà. Es tracta d'un sistema que combina elements logogràfics i pictogràfics per a la transmissió dels missatges. L'àrea d'on procedeixen la major part dels còdexs mixteca precolombins que testifiquen l'ús d'aquest sistema de registre correspon a la Mixteca Alta ia la Costa Chica de l'estat d'Oaxaca. Amb anterioritat a l'aparició de l'escriptura mixteca, en diverses parts d'aquesta zona del sud de Mèxic s'empraven altres escriptures: l'escriptura zapoteca i l'escriptura Ñuiñe (Urcid Serrano, 1997), encara que l'extensió d'ambdós sistemes és objecte de discussió entre els especialistes, a causa de la gran quantitat d'elements que tots dos codis compartir, ja que el sistema Nuin és pràcticament desconegut (Urcid, 2004). D'acord amb Justeson (1986), l'escriptura mixteca-com altres que es van emprar al Centre de Mèxic durant l'època precolombina-forma part del grup d'escriptures oaxaquenyes, que és la branca occidental dels sistemes de registre derivats l'antic sistema olmeca d'escriptura.
La major part de les inscripcions mixteques prehispàniques consisteixen en registres calendáricos que donen compte dels esdeveniments més importants de la història d'aquest poble. Els elements calendáricos en l'escriptura mixteca servien tant per indicar dates com per registrar els noms dels personatges que prenien part en els fets relatats. Cal recordar que entre els pobles mesoamericans, les persones prenien com a nom el mateix del dia del calendari ritual de 260 dies en què havien nascut. Sobre el calendari, Alfonso Caso Andrade desxifrar els vint signes que, combinats amb numerals, donaven com a resultat dates calendáricas. Els mixteca empraven també un signe per a l'any, que estava format per una resplendor del Sol-representat segons les convencions del sistema-entrellaçat amb un anell. Els noms de cada any corresponien al nom del dia amb el que començaven. En algunes làmines dels còdexs històrics mixteca, l'glif de l'any porta un dard clavat, la qual cosa vol dir que hi va haver una guerra en aquest any. Altres composicions pictogràfiques poden descriure des fets fins idees completes. Per exemple, un dard clavat al glif corresponent al nom d'un poblat és interpretat com a conquesta militar.
| «               | .. "els mixteques tenien un sistema d'escriptura i un sistema calendárico, que els permetia conservar les notícies dels esdeveniments i situar-les en el temps i l'espai, és a dir: relatar veritable història, la prova d'això és que ara nosaltres podem llegir-la i transcriure al nostre propi idioma ". | » |
| — Alfonso Caso. | |   |

Les inscripcions mixteques apareixen en diversos tipus de suport, encara que per la quantitat d'informació històrica que contenen, els còdexs mixteca són per molt les més conegudes. Aquests documents estaven compostos per tires de pell de cérvol, adobades i estucades, sobre les que els escribes executaven seus textos. Els còdexs es llegeixen de dreta a esquerra-és a dir, en sentit contrari a la lectura en alfabet llatí -, començant des de l'extrem inferior dret de cada làmina i seguint el sentit indicat per les línies vermelles que separen les figures (Hermann Lejarazu, 2006). L'estil pictòric dels còdexs té ressò en els objectes artístics dels mixteca preshispánicos, especialment en les anomenades  atuells tipus còdex , que van tenir una gran difusió en els senyorius mixteca i influenciar l'estil  internacional  Mixteca-Puebla (Justeson, 1986), que es va estendre per bona part del centre i occident de Mesoamèrica al Preclàssic Tardà.

## Investigacions sobre l'escriptura mixteca
Des de l'època colonial eren coneguts els documents pictogràfics dels mixteca. Alguns d'ells van poder haver servit als missioners catòlics com a base per al rescat de la història i la cosmovisió dels conquerits (Jansen i Pérez Jiménez, 2002 i 2000). No obstant això, després de l'època colonial la cultura mixteca va quedar relegada a un paper secundari. Alguns documents que avui es reconeixen com mixteca van ser presos com Mèxic accés, si més no, procedents del centre de Mèxic, pels arqueòlegs. És el cas del  Còdex Nuttall  o  Tonindeye , que Zélie Nuttall creia d'origen "asteca". Va ser Alfons Cas qui va establir una relació entre aquests documents i la cultura mixteca durant la primera meitat del segle xx. Les seves investigacions van portar a fer una important contribució en el desxiframent del sistema d'escriptura mixteca ia identificar no només els signes del calendari, sinó la ubicació de nombrosos llocs que estaven registrats en documents com el  Còdex Nuttall , l' Còdex Vindobonensis  i el  Còdex Colombino -l'únic de l'època precolombina que roman a Mèxic-. Els treballs en aquest sentit han tingut continuïtat gràcies als esforços d'altres investigadors mexicans i estrangers, entre els quals destaquen la mexicana Gabino Aurora Pérez Jiménez i Maarten Jansen.